# 스미스 타워

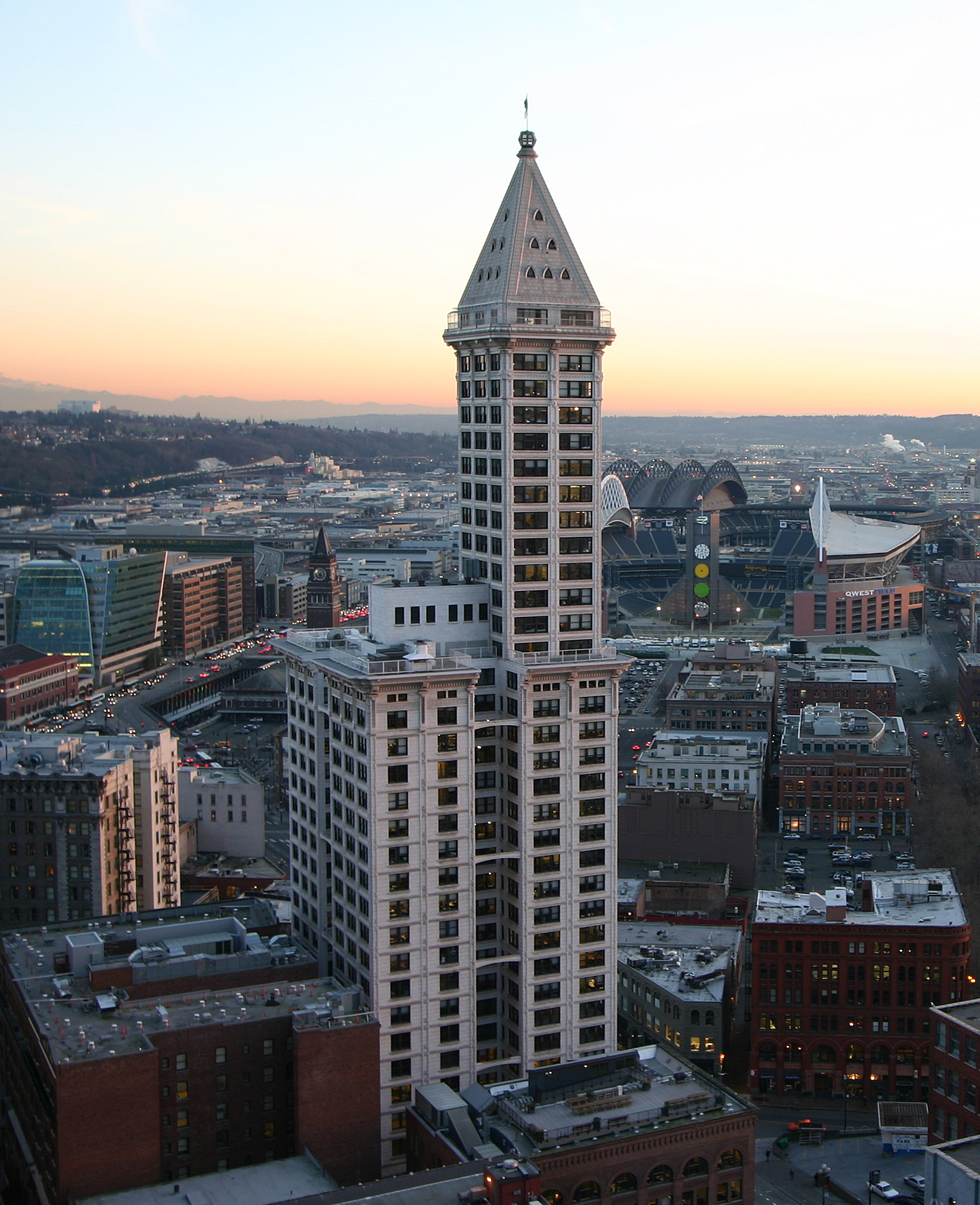
스미스 타워

스미스 타워(영어: Smith Tower)는 미국 시애틀 피오너 스퀘어에 있는 건물이다. 1914년 준공된 이 건물의 이름은 당시 무기와 타자기를 생산하는 회사를 차린 거물이었던 라이먼 코르넬리우스 스미스의 이름을 딴 것으로, 42층이며, 1931년 캔자스 파워 & 라이트 빌딩이 준공되기까지 미시시피강 서쪽 지역에서 가장 높은 건물이었고, 1962년 스페이스 니들이 세워지기 이전까지는 서쪽 해안 지역에서 가장 높은 건물로 남아 있었다.

## 역사
당초 이 건물은 14층으로 지어질 예정이었다. 그러나 아들인 번스 라이먼 스미스가 아버지에게 더 높은 고층 건물을 지을 것을 결정시켰고, 공사는 1910년에 시작되었다. 그렇지만 스미스는 생전에 완공된 건물을 보지 못했고, 공사는 1914년에 끝났다. 보도에서 건물 꼭대기 장식물까지 높이는 141미터이다.
스미스 타워는 신고전주의 건축의 예다. 외벽이 1층과 2층에는 화강암으로, 그리고 나머지는 테라코타이다. 세척 없이도 깨끗하게 유지되기 때문에 건축 이후 딱 한 번, 1976년 건물 세척 작업이 이루어졌다.